# Зубково (Свердловская область)
Зубко́во — село в Тугулымском городском округе Свердловской области России. Управляется Зубковской сельской управой (единственный подчинённый управе населённый пункт), которая является одним из 13 территориальных органов администрации городского округа.

## География
Отдалённое село на севере Тугулымского городского округа. Расположено по обоим берегам реки Межница, центр — на правом берегу и несколько домов на левом, отстоящая от центра южная половина села — также на правом (большая часть) и на левом (меньшая часть) берегах. Со всех сторон, с небольшими промежутками, село окружено лесами (преимущественно сосна и берёза).
Местность вокруг Зубково болотистая. На юго-восточной окраине находится болото Ершово, откуда вытекает речка Мостовка, за ним — болото Корепкинское, где берёт начало небольшая речка Корепка. За южной и юго-западной окраинами (урочища Ежово Болото и Гришино соответственно) расположено болото Ежово. С юга к нему ранее были подведены (от посёлка Юшала, стоящего на железнодорожной линии Богданович—Тюмень) ныне недействующие линии узкоколейной железной дороги. Из болота Ежово вытекает Межница. Северо-восточнее, на некотором расстоянии от села — болота Бугроватое и Ольховское. У северной окраины села — болото Байбазарово, несколькими километрами западнее — болото Сарабаево (из него вытекает речка Рассоха).
В окрестностях Зубково среди лесов расположено несколько стоянок с летниками: на северо-западе — летник Круглое, на северо-востоке — летник Красноеланский и, в отдалении, между болотами Бугроватым и Ольховским, у небольшого озера Мальцево, летник Мальцевский.
Ближайшие населённые пункты — деревня Ермакова, расположенная в 5 км к северо-востоку ниже по течению Межницы и связанная с Зубково мало используемым просёлком (Усть-Ницинское сельское поселение Слободо-Туринского района), и село Трошково, находящееся в 10 км к юго-востоку. Просёлочная дорога к Трошково, идущая сначала на восток от Зубково, а затем, через урочище Журавлёво, поворачивающая на юго-восток, является главной транспортной артерией для села, связывая его с остальной территорией Тугулымского городского округа.

### Часовой пояс
Зубково, как и вся Свердловская область, находится в часовой зоне МСК+2. Смещение применяемого времени относительно UTC составляет +5:00.

## История
Нынешнее село Зубково является результатом объединения нескольких населённых пунктов, располагавшихся в непосредственной близости друг от друга. Сейчас названия этих населённых пунктов сохранились (в неизменном или слегка изменённом виде) в качестве наименований микрорайонов села и улиц в этих микрорайонах (см. далее).
Некоторые из поселений, составивших нынешнее село Зубково, уже присутствуют, по крайней мере, на Специальной карте Европейской России И. А. Стрельбицкого, составленной в 1865—1871 годах. В частности, на листе 142, изданном в 1874 году, на западном берегу Межницы показаны селения Дуганова и Шанаурова (оба наименования — с окончанием на -а), размером от 3-5 до 10 дворов, связанные просёлочной дорогой с селом Краснослободское. Поскольку Межница здесь выступала границей Пермской (к Ирбитскому уезду которой и принадлежали указанные населённые пункты) и Тобольской губерний, состояние восточного берега реки на карте не отражено. Деревни Дуганова и Шанаурова (варианты — Шаниурова, Шанаурина) входили в состав православного прихода с центром в Краснослободском. По состоянию на начало 1900-х годов, в Шанауровой имелись деревянная часовня и школа грамоты, действующая с 1886 года.
В свою очередь, на карте Тюменского уезда Тобольской губернии 1907 года на правом берегу Межницы отмечены населённые пункты Зубкова и Кайгородова, относящиеся к категории самых маленьких поселений («посёлок, выселок, заимка») и связанные просёлочными дорогами с деревней Трошковой и селом Фоминское, где находилось волостное правление. Таким образом, река Межница, являясь границей двух губерний (возможно, и название её связано с её пограничным статусом, от слова «межа»), разделяла части ныне единого села.
По состоянию на конец 1910-х годов (переиздание карты Стрельбицкого от 1919 года), по-прежнему существовало 4 отдельных населённых пункта, из которых наиболее крупными были Зубкова и Кайгородова (около 50 дворов в каждом селении). В деревне Дугановой было от 10 до 20 дворов, в Шанауровой — от 3-5 до 10. Ещё в 1954 году Зубково (уже с современным вариантом названия) и Кайгородова обозначались как отдельные поселения.

## Население
| 2002 | 2010 | 2021 |
| ---- | ---- | ---- |
| 476  | ↘356 | ↘257 |

По состоянию на 1981 год, в селе проживало, приблизительно, 640 человек. По данным переписи 2002 года, население села составило 476 человек (232 мужчины, 244 женщины), 99 % населения — русские. По переписи 2010 года русские составили не менее 98 % населения села, также проживали белорусы, национальность нескольких жителей не была указана.

## Внутреннее деление
Микрорайоны
Исторически в селе выделяется несколько микрорайонов, которые дали названия некоторым улицам населённого пункта (см. ниже). В южной части села дома, находящиеся на левом берегу Межницы, носят название микрорайона Дуганова, находящиеся на правом берегу — Кайгородова. В северной части села микрорайон, расположенный на левом берегу реки, называется Шанауры.
Улицы

| Дуганова    |
| Кайгородова |
| Молодёжная  |

| Шанауры  |
| Школьная |

## Инфраструктура
- Зубковская ООШ № 20
- Зубковский детский сад № 21[16]
- Зубковский сельский Дом культуры
- Зубковская сельская библиотека, филиал № 20[17]
- Церковь Покрова Пресвятой Богородицы (строится с 2008 года)[18]
- Ранее в селе существовала молочно-товарная ферма[2]

## Местные праздники
День села празднуется 10 июля.